# Підлясово
Підля́сово (рос. Подлясово, ерз. Польдяз) — село у складі Зубово-Полянського району Мордовії, Росія. Входить до складу Анаєвського сільського поселення.
Населення — 102 особи (2010; 208 у 2002).
Національний склад (станом на 2002 рік):
- мордва — 98 %